# Kurixalus qionglaiensis
Kurixalus qionglaiensis — вид жаб родини веслоногих (Rhacophoridae). Описаний у 2022 році.

## Поширення
Вид поширений у горах Цюнлайшань у провінції Сичуань на півдні Китаю. Відомий лише у типовому місцезнаходжені — неподалік міста Пінле у міському повіті Цюнлай. Виявлений у бамбуковому лісі на висоті 600 м над рівнем моря.

## Опис
Жаба середнього розміру, завдовжки 28,9−33,3 мм. Барабанна перетинка чітка, дорівнює половині діаметра ока. Морда загострена з виступом на кінчику. Райдужка золотиста з коричневими плямами. Є легка шлюбна подушечка на першому пальці у самців. Фонове забарвлення дорсальної поверхні коричневе, латеральна частина тіла та стегнова кістка жовті. Є білі і темно-коричневі трикутні плями на щоках. Підборіддя затінене темно-коричневим. Є пара великих симетричних темних плям на грудях. Черево коричневе з розсіяними чорними плямами.